# Magszimim
Magszimim (hebr. מגשימים) – moszaw położony w Samorządzie Regionu Derom ha-Szaron, w Dystrykcie Centralnym, w Izraelu.

## Historia
Moszaw został założony w 1949 przez imigrantów z Polski.

## Gospodarka
Gospodarka moszawu opiera się na intensywnym rolnictwie.

## Komunikacja
Przy moszawie przebiega droga ekspresowa nr 40 (Kefar Sawa-Ketura).